# X-Wagen
Die x-Wagen waren eine Serie von 381 Personenwagen für S-Bahnen in Deutschland. Die Wagen waren in der Regel als feste Wendezüge zusammengestellt, die im Betrieb nicht getrennt und daher wie ein Triebzug behandelt wurden. Sie wurden für die S-Bahn Rhein-Ruhr entwickelt, wo sie sich bis 2019 im Einsatz befanden. Darüber hinaus waren sie bei der S-Bahn Nürnberg anzutreffen, wo der Einsatz 2023 endete. Kurzzeitig waren sie im Sommer 2002 auch bei der S-Bahn Berlin im Einsatz; von Ende Juli 2009 bis Anfang 2011 war dies erneut der Fall. Zwischen Hamm und dem Flughafen Düsseldorf wurden x-Wagen darüber hinaus auch als Zuggattung Regional-Express (RE) eingesetzt. 

## Geschichte

### Entwicklung und Bau

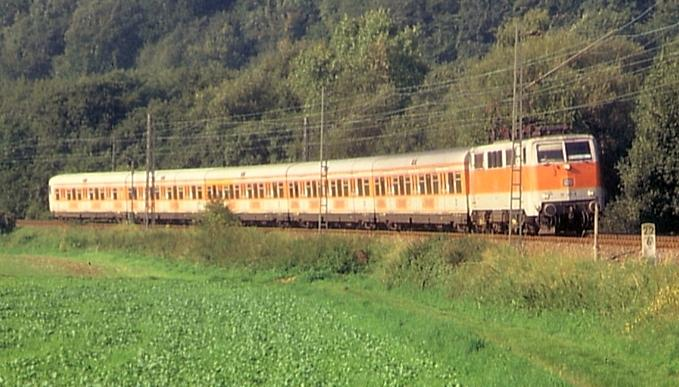
Baureihe 111 mit x-Wagen, 1986

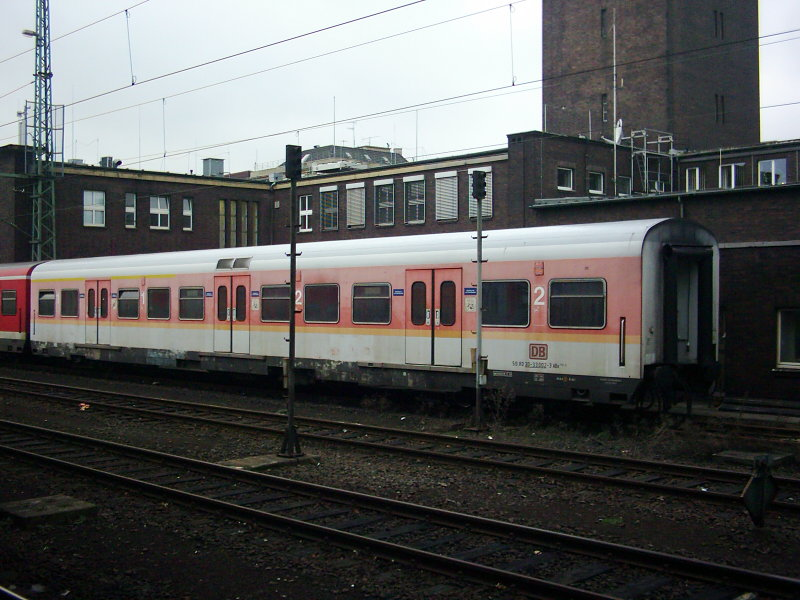
Das ab 1987 verwendete S-Bahn-Produktdesign, hier ein Wagen im Düsseldorfer Hauptbahnhof

Die S-Bahn Rhein-Ruhr wurde 1967 zunächst mit lokomotivbespannten Zügen eröffnet, die aus n-Wagen und Elektrolokomotiven der Baureihe 141 bestanden. Mitte der 1970er Jahre wurde der Betrieb dann auf Triebwagen der Baureihe 420 umgestellt. Sie befriedigten an Rhein und Ruhr jedoch nicht vollends, insbesondere wurde der unzureichende Komfort bemängelt. Eigentlich waren die Züge auch nicht für die langen Stationsabstände auf den Strecken im Ruhrgebiet konstruiert worden. Zunächst dachte man über eine Variante der Baureihe 420 mit antriebslosem Mittelwagen nach, die den Arbeitstitel Baureihe 422 trug, entschied sich aber letztlich für lokomotivbespannte Züge.
Die Hersteller DUEWAG und MBB bekamen 1978 von der Deutschen Bundesbahn den Auftrag, einen Wendezug Rhein-Ruhr zu entwickeln. Als Triebfahrzeug waren Elektrolokomotiven der Baureihe 111 vorgesehen. Ende des Jahres wurden bereits die ersten Prototypen der Zweite-Klasse-Wagen Bx 794.0 und der Steuerwagen Bauart Bxf 796.0 zur Erprobung an die Deutsche Bundesbahn übergeben. Die gemischtklassigen Wagen ABx 791.0 folgten Anfang 1979. Auffallend stark ähneln die x-Wagen den nie zur Ausführung gelangten Entwürfen der Baureihe 422. Technisch orientieren sich die x-Wagen sehr an den drei Jahre zuvor entwickelten Nahverkehrswagen-Prototypen von Linke-Hofmann-Busch, von denen u. a. Drehgestelle, viele Gestaltungselemente und das Heizungs-/Lüftungskonzept übernommen wurde.
Im Jahre 1981 gingen die x-Wagen mit nur unwesentlichen Änderungen in die Serienfertigung und ersetzten die Baureihe 420 an der Ruhr. Die bis 1984 gebaute erste Serie umfasste je 59 ABx und Bxf sowie 97 Bx. Für Netzerweiterungen wurde 1989 eine zweite Serie aus je 13 ABx 791.2 und Bxf 796.2 sowie 19 Bx 794.2 beschafft. Diese Fahrzeuge wurden ab Werk im damals neuen DB-Farbschema für S-Bahnen lackiert und unterscheiden sich in Details von der vorhergehenden Serie. Für die neue S-Bahn Nürnberg wurde 1988 entschieden, ebenfalls x-Wagen zu verwenden, allerdings zusammen mit Lokomotiven der Baureihe 141. Hierzu wurde 1991/92 eine Serie aus je 9 ABx 791.3 und Bxf 796.3 sowie 23 Bx 794.3 beschafft. Zuletzt wurden von 1995 bis 1998 noch einmal 19 ABx 791.4, 21 Bxf 796.4 sowie 30 Bx 794.4 für die S-Bahn Rhein-Ruhr gebaut. Danach fiel die Entscheidung, die Wagen durch neue Elektrotriebwagen zu ersetzen. Nachdem die Triebwagen Baureihe 423 im Ruhrgebiet nie in den ursprünglich beabsichtigten Stückzahlen zum Einsatz gekommen waren, wurden verschlissene x-Wagen-Garnituren seit 2008 durch Einheiten der aus der Baureihe 423 fortentwickelten Reihe 422 ersetzt.
| Baujahre  | ABx 791 | Bx 794 | Bxf 796 | Bemerkung                    | Hersteller        |
| --------- | ------- | ------ | ------- | ---------------------------- | ----------------- |
| 1978–1979 | 03      | 04     | 03      | Prototypen                   | DUEWAG / MBB      |
| 1981–1984 | 59      | 97     | 59      | 1. Serie                     | DUEWAG / MAN      |
| 1989      | 13      | 19     | 13      | 2. Serie                     | DUEWAG / MAN      |
| 1991–1992 | 09      | 23     | 09      | 3. Serie für S-Bahn Nürnberg | MAN               |
| 1995–1998 | 19      | 30     | 21      | 4. Serie                     | Waggonbau Bautzen |
| Summe:    | 103     | 173    | 105     |                              |                   |

2011/2012 wurden 48 Wagen der dritten und vierten Serie, darunter zwölf Steuerwagen, für die S-Bahn Nürnberg im Werk Nürnberg modernisiert. Sie erhielten neben einer neuen Lackierung innen und außen auch neue Sitzpolster, die Steuerwagen zusätzlich eine mobile Überfahrrampe für Rollstühle. Acht ABx-Wagen der dritten und vier Wagen der vierten Serie wurden anlässlich dieser Maßnahme zu reinen Zweite-Klasse-Wagen umgebaut und fortan als Bauarten 794.5 und 794.6 geführt. Ab Juli 2012 waren die modernisierten Wagen komplett auf der Linie S 2 im Einsatz.
Ab Mitte der 1990er Jahre wurden die Lokomotiven der Baureihe 111 durch solche der Baureihe 143 ersetzt, da diese sich besser für das häufige Beschleunigen und Abbremsen eigneten.

## Einsatz seit Dezember 2014
Die x-Wagen-Züge mit Lokomotiven der Baureihe 143 wurden zum Fahrplanwechsel im Dezember 2014 auf der Linie S 6 der S-Bahn Rhein-Ruhr komplett durch Triebwagen der Baureihe 422 in Doppeltraktion ersetzt. Letztere wurden frei, da auf den Linien S 5/S 8 ab Dezember 2014 neue Alstom-Züge der Baureihe 1440 eingesetzt wurden, die die Triebwagen der Baureihe 422 dort ersetzten. Damit sollten ursprünglich nach dem Fahrplanwechsel x-Wagen nur noch auf der Linie S 68 und als einzelne Verstärkerzüge der S 1 zwischen Solingen Hauptbahnhof und Düsseldorf zu finden sein. Tatsächlich wurde die Linie S 4 aber wieder teilweise mit x-Wagen und Lokomotiven der Baureihe 143 betrieben.
Nachdem im Jahr 2016 einige Triebwagen der Baureihe 422 aus ungeklärten Gründen Feuer fingen, durften diese keine Tunnel mit einer Länge von über 1000 Metern mehr befahren. Auf dem betroffenen Abschnitt Dortmund Hauptbahnhof – Bochum Hauptbahnhof der S 1 kam es bis zum 13. Februar 2017 zu einem Ersatzverkehr mit x-Wagen. Erstmals seit den 1990er Jahren wurden damit auch wieder Elektrolokomotiven der Baureihe 111 mit x-Wagen eingesetzt, im Einzelnen die 111 150 und 155. Ab dem 13. Februar 2017 endeten die Ersatzzüge nicht mehr in Bochum Hauptbahnhof, sondern in Essen-Steele Ost, wodurch für viele Pendler die bisherige Umsteigezeit von bis zu 20 Minuten entfiel. Außerdem kamen seitdem neben den x-Wagen-Garnituren auch Triebwagen der Baureihe 420 auf den Ersatzzügen zum Einsatz. Nachdem die Brandursache ermittelt und genügend Elektrotriebwagen der Baureihe 422 brandsicher umgerüstet wurden, kamen ab dem 28. August 2017 wieder auf der gesamten S1 x-Wagen zum Einsatz.

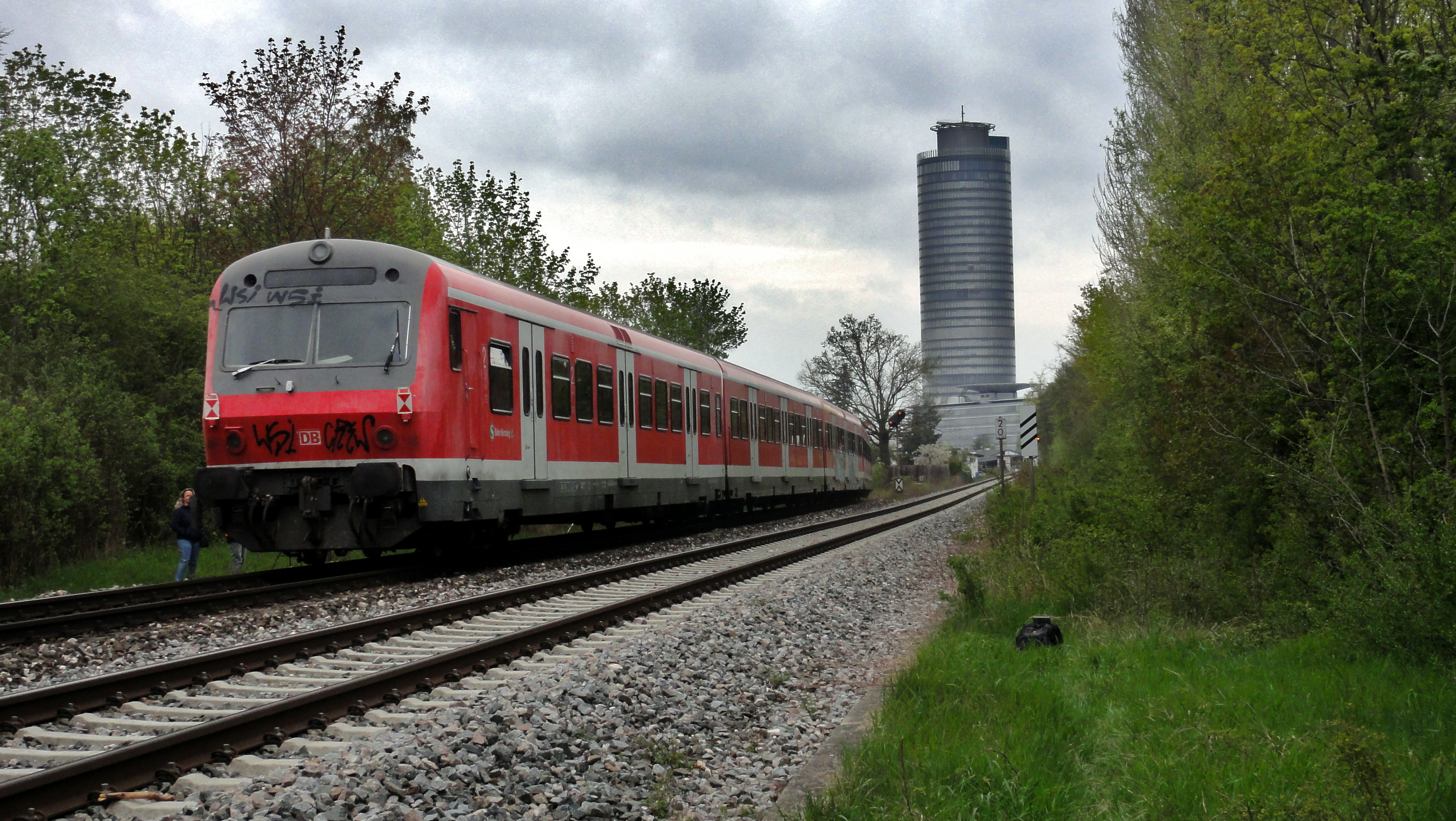
x-Wagen der S-Bahn Nürnberg auf dem Weg zum Stillstandsmanagement Leipzig-Engelsdorf, 1. Mai 2021

Seit Dezember 2019 werden die x-Wagen bei der S-Bahn Rhein-Ruhr nicht mehr eingesetzt.
Am 4. Dezember 2020 endete der reguläre Einsatz von x-Wagen bei der S-Bahn Nürnberg. Drei Garnituren wurden aber vorübergehend als Reserve behalten und bei Bedarf mit Lokomotiven der Baureihe 111 eingesetzt. Im Februar 2021 wurde eine Garnitur kurzzeitig in einem morgendlichen Verstärkerumlauf eingesetzt, von Sommer 2021 bis Sommer 2022 erneut. Die meisten Wagen waren im Frühsommer 2021 offiziell „außer Betrieb“, einige waren bereits zur Verschrottung abgefahren oder in Nürnberg zerlegt worden. Der allerletzte x-Wagen-Zug überhaupt fuhr schließlich am 9. Dezember 2023 auf der Linie S2.

## Konstruktion

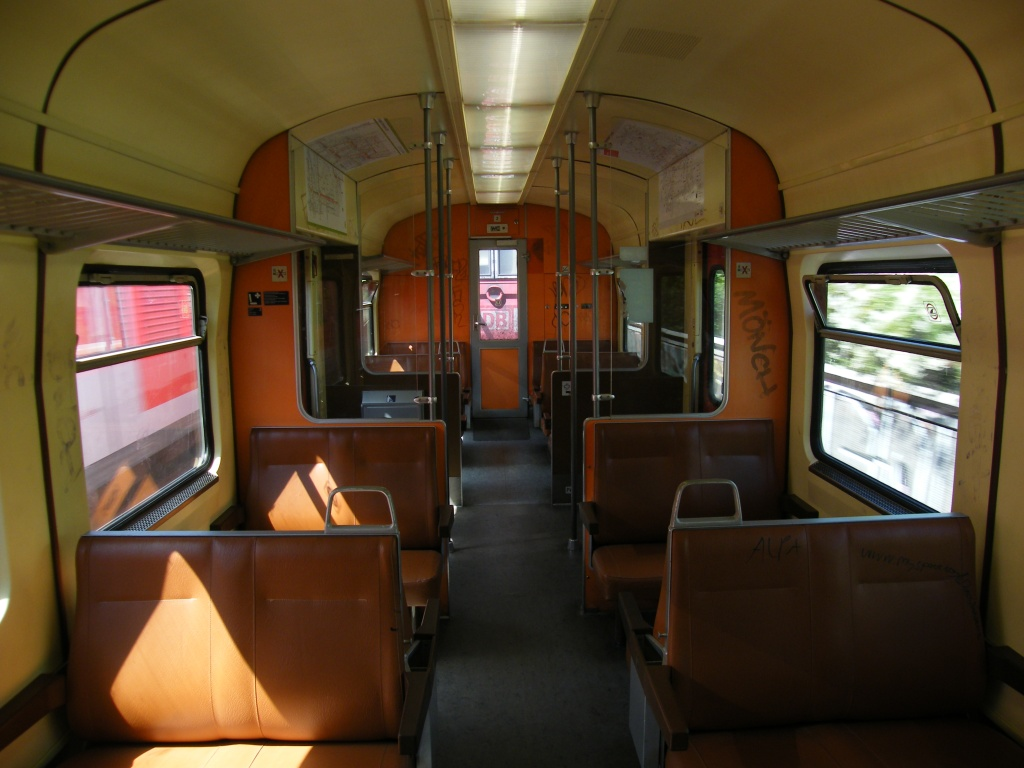
Innenraum im Originalzustand

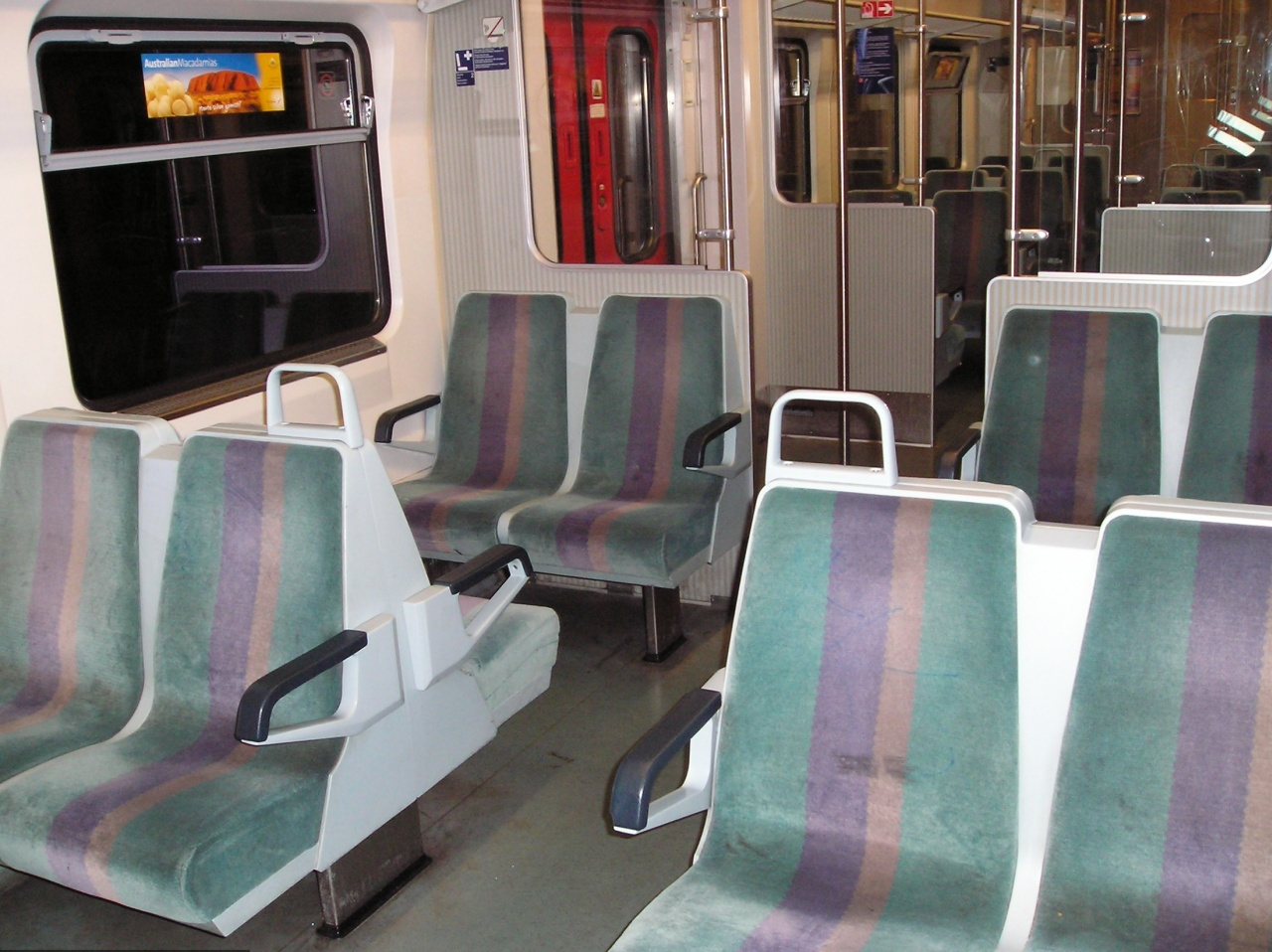
Fahrgastraum eines Steuerwagens der vierten Bauserie

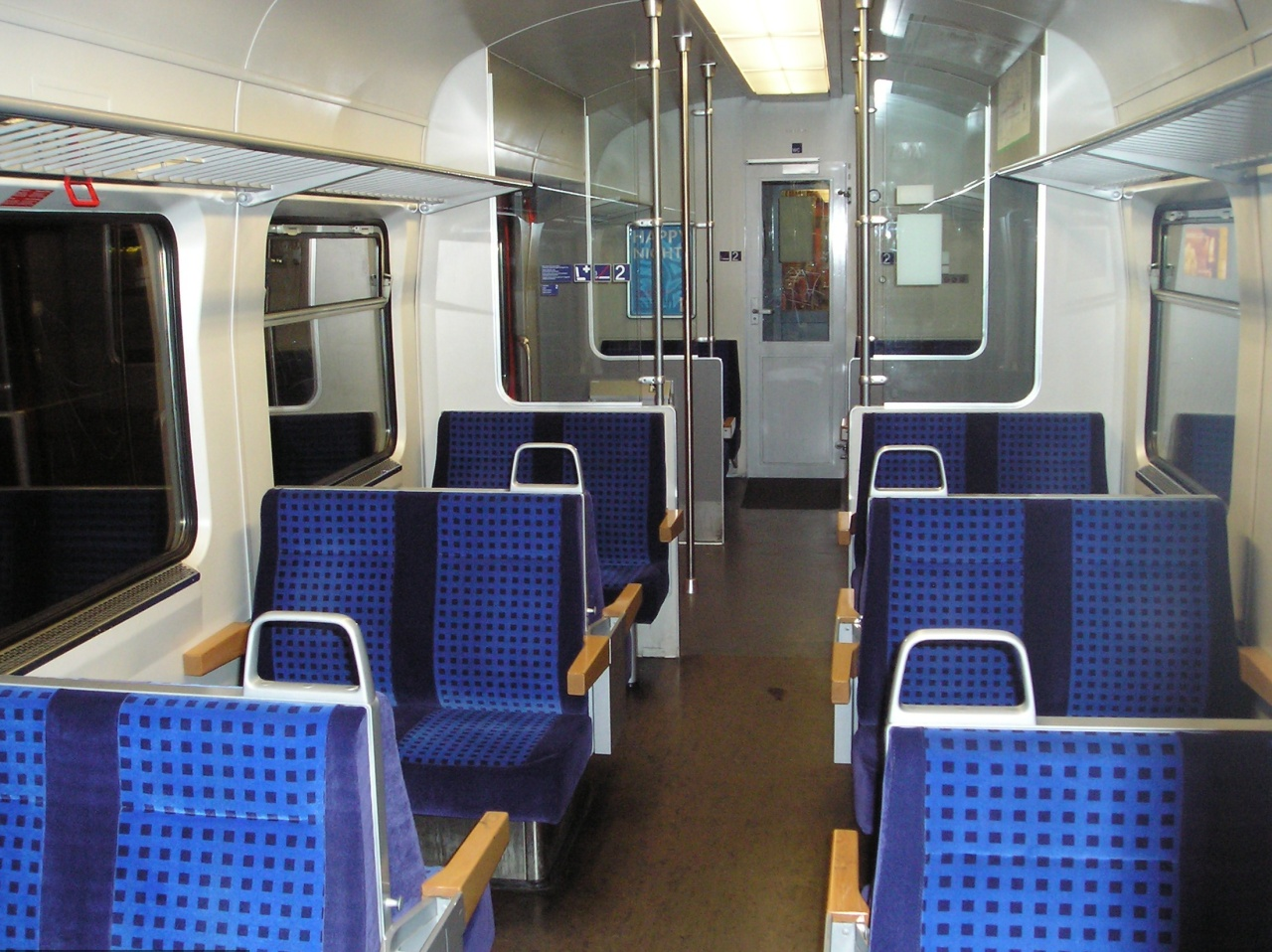
Inneneinrichtung eines Bxf 796.1 nach der Modernisierung

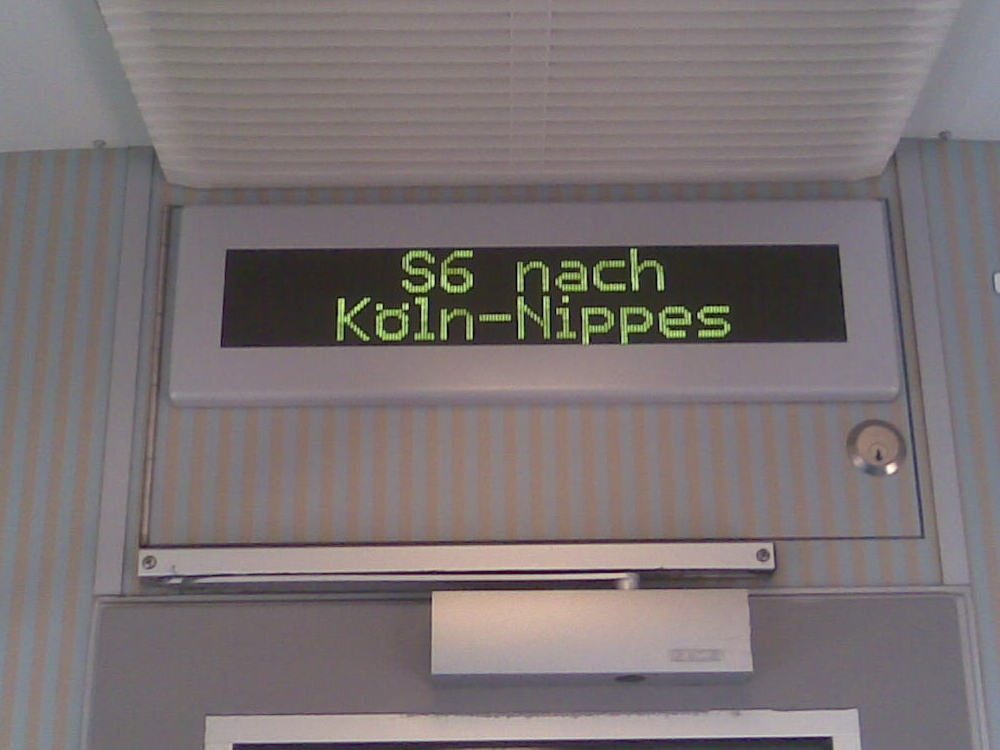
In der vierten Bauserie kamen elektronische Anzeiger, GPS-gesteuerte Ansagespeicher und Notsprechstellen zum Einbau

Auf Grund der Konzeption für den S-Bahn-Verkehr mit hoher Beschleunigung und Bremsleistung sowie zur Verringerung des Traktionsenergiebedarfs wurde Leichtbau gefordert. Der selbsttragende Wagenkasten bestand aus geschweißten Aluminium-Großstrangpreßprofilen (AlZn4,5Mg1 und AlMgSi0,7). Je Fahrzeugseite waren für schnellen Fahrgastwechsel drei breite, zweiflügelige Schwenkschiebetüren vorhanden, welche sich bei der ersten Bauserie per Türgriff, bei der zweiten und dritten Bauserie per Druckknopf und bei der vierten Bauserie per Sensortaster öffnen ließen. Die Türschließung konnte an jeder einzelnen Tür mittels Druckknopf sowie zentral für alle Türen von den Führerständen aus erfolgen. Durch Profilerweiterung im Türbereich und den stufenlosen Einstiegsbereich war an 96 Zentimeter hohen Bahnsteigen ein problemloses Ein- und Ausladen von Rollstühlen oder Kinderwagen ohne zusätzliche Hilfsmittel möglich. Jedoch handelte es sich dadurch um Lademaßüberschreitungen, weshalb die x-Wagen nur auf geeigneten und dafür abgenommenen Strecken verkehren durften.
Die Wärme- und Schallisolation erfolgte mit Bitumenemulsion und mehrlagigen PVC-Wellfolien auf dem Boden und an den Seitenwänden, Spritzkork auf Dach und Stirnwänden sowie in Polyesterfolie eingepackten Mineralwollmatten im Deckenraum. Die Fenster waren als Zweischeibenisolierverglasung mit Goldbedampfung ausgeführt, die Frontscheiben des Steuerwagens konnten elektrisch beheizt werden.
Die luftgefederten Drehgestelle wurden über Zugstangen angelenkt und verfügten über eine Niveauregelung, so dass die Fußbodenhöhe unabhängig von der Belastung konstant bei 1000 Millimetern über Schienenoberkante gehalten wurde. Bei Druckverlust in den Luftfedern konnte der Zug im Notbetrieb noch mit maximal 70 km/h bewegt werden. Jeder Radsatz verfügte zunächst über zwei Radbremsscheiben. Ab der dritten Bauserie waren drei Bremsscheiben vorhanden, da die Bremsleistung der vorherigen Drehgestelle mit Rücksicht auf die sonst zu starke Erwärmung der Bremsscheiben recht gering war. Ein elektronischer Gleitschutz beugte der Flachstellenbildung bei schlechtem Reibwert vor.
Wie schon bei den Nahverkehrswagen-Prototypen von Linke-Hofmann-Busch erfolgt die Heizung über die zugeführte Frischluft, welche in einem Luftaufbereitungsgerät erwärmt und über Ausblasgitter unterhalb der Fenster dem Fahrgastraum zugeführt wurde. In der warmen Jahreszeit diente die Anlage der Belüftung. Das Luftvolumen wurde über den Besetzungsgrad gesteuert.
Die Energieversorgung erfolgte zentral über die 1000-Volt-Leitung durch die Lokomotive. Über Batterieladegeräte wurde der 24-Volt-Stromkreis für Steuerung und Beleuchtung versorgt, welcher über einen Bleiakkumulator mit 24 Volt und 165 Amperestunden gepuffert war. Die Steuerwagen verfügten über eine zweite Batterie dieser Kapazität für die Führerstandseinrichtungen.
Die Steuerwagen Bxf 796 waren mit einem DB-Einheitsführerstand ausgerüstet, der erstmals bei der Baureihe 111 verwendet wurde und auch als „integrierter Führerraum“ bekannt war. Neu waren die digitale zeitmultiplexe Wendezugsteuerung (ZWS) sowie die Steuerung und Überwachung von Zugfunktionen (Beleuchtung, Türen, Luftfedern) mittels der damals noch als „Zusatz-ZWS“ bezeichneten frequenzmultiple Zugsteuerung (FMZ) über die durchgehende UIC-Leitung des Zuges. Die in S-Bahn-Farben, das heißt Kieselgrau mit reinoranger Bauchbinde, lackierten Lokomotiven der Baureihe 111 des Bahnbetriebswerks Düsseldorf waren dazu mit entsprechenden Steuergeräten ausgerüstet worden; gleiches geschah später mit einigen Nürnberger Maschinen der Baureihe 141. Die ZWS wurde auch nach Umstellung der Bespannung von den Baureihen 111 und 141 auf ehemalige DR-Lokomotiven der Baureihe 143 beibehalten. Dazu wurden die 143 mit ZWS und FMZ nachgerüstet. Heute gehören ZWS und FMZ zum Standard bei modernen lokomotivbespannten Wendezügen.

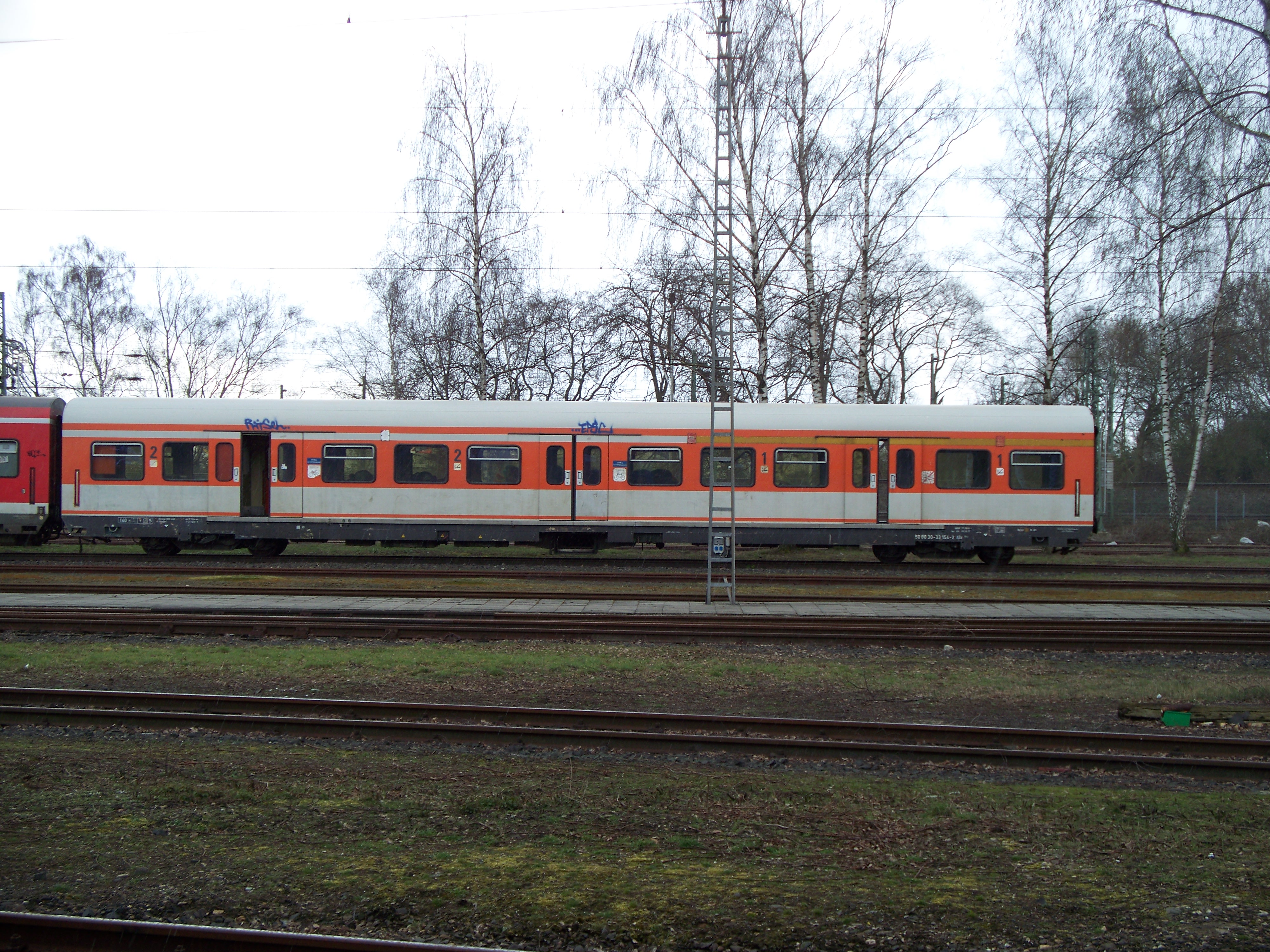
Letzter reinorange-kieselgrauer x-Wagen, abgestellt auf dem Gelände des Bahnbetriebswerks Krefeld (2008)

Die Mittelwagen besaßen vier, die Steuerwagen drei Großräume mit Sitzen in Vis-à-vis-Anordnung und durchgehendem Mittelgang. Die Sitze waren bei den ersten drei Serien als kunstlederbezogene Sitzbänke ausgeführt, in der vierten Serie kamen vandalismusresistente Einzelsitze zum Einbau. Die Innenwände waren bei den ersten drei Serien in Orange-Tönen gehalten, bei der vierten Bauserie dominierten Pastellfarben bei Wandverkleidungen und Sitzbezügen. Die vierte Bauserie besaß ursprünglich Notsprecheinrichtungen in den Einstiegsbereichen, diese wurden jedoch später wieder zurückgebaut. Nutzbar waren sie ohnehin nur dann, wenn das führende Fahrzeug auch mit entsprechender Technik ausgerüstet war. Dazu mussten also serienreine Einheiten mit einer passenden Lokomotive der Baureihe 143 gekuppelt werden. Zahlreiche Wagen der ersten drei Bauserien wurden nachträglich modernisiert. Dabei wurden die Sitze neu mit blau kariertem Stoff bezogen und alle Verkleidungen und Einrichtungselemente in hellgrauen Farben gestrichen. In einigen schon einige Jahre zuvor zu Innovationszügen umgebauten Garnituren wurden zudem elektronische Fahrgastinformationssysteme, Videoüberwachung, Laptop-Steckdosen und neue Sitze sowie eine neue Farbgestaltung im DB-Medien-Stil verwirklicht.
Die ersten x-Wagen waren noch in der von der Baureihe 420 bekannten reinorange-kieselgrauen Pop-Lackierung gehalten, ab der zweiten Serie kam das neue lachsorange-pastellgelb-lichtgraue Farbschema zur Anwendung. Zuletzt waren alle noch eingesetzten Wagen im Verkehrsrot des Deutsche-Bahn-Regionalverkehrs lackiert.

## Einsätze im Raum Berlin

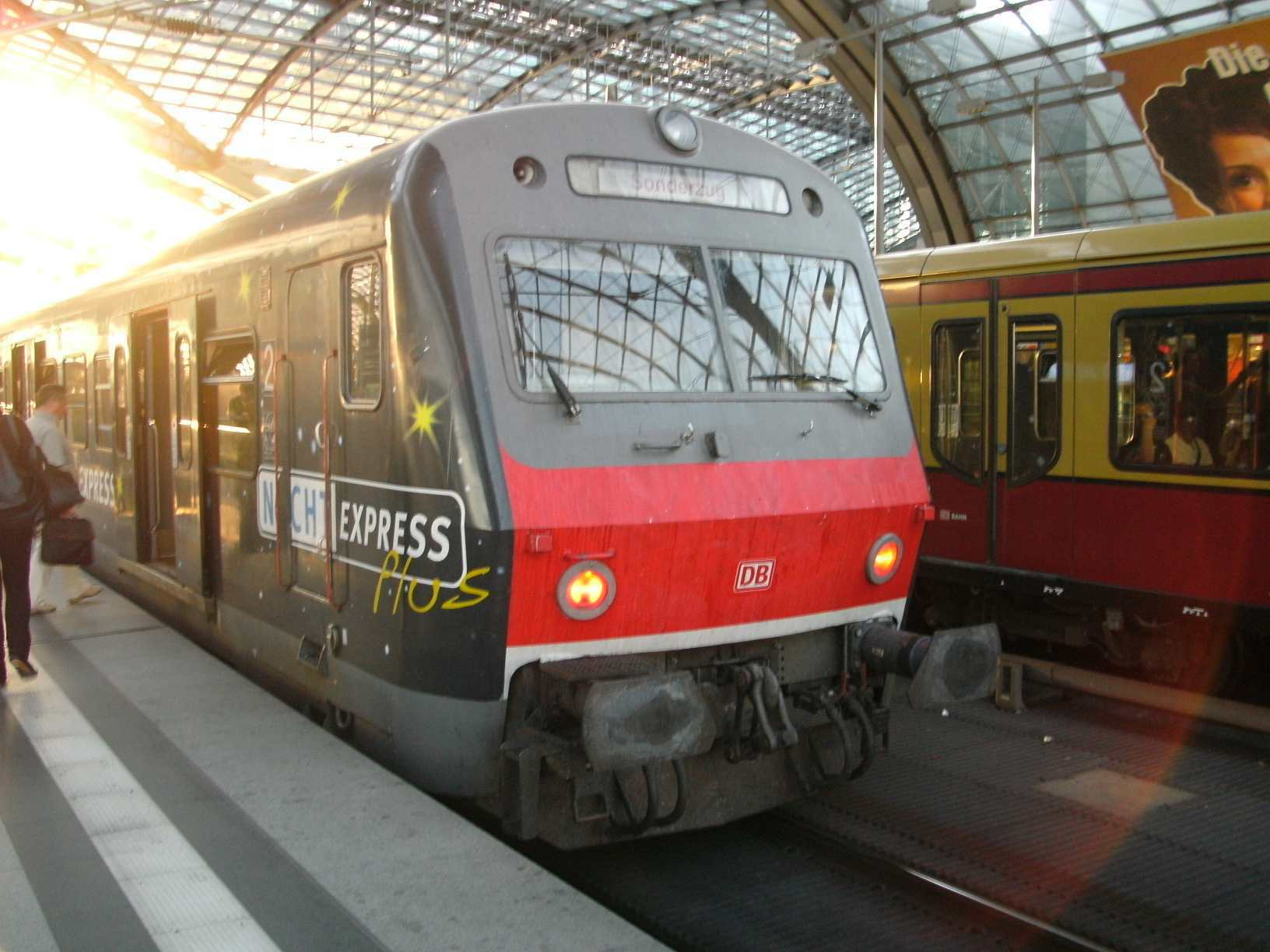
S-Bahn-Ersatzzug aus x-Wagen in Berlin Hauptbahnhof

Im Sommer 2002 kamen aufgrund umfangreicher Bauarbeiten auf der Berliner Stadtbahn aushilfsweise auch bei der S-Bahn Berlin x-Wagen zum Einsatz. Damals wurden die normalerweise von der Berliner S-Bahn benutzten Stromschienen-Gleise zwischen dem alten Lehrter Stadtbahnhof und dem neuen Berliner Hauptbahnhof verschwenkt, ein S-Bahn-Betrieb war damals nur auf den mit Oberleitung versehenen Fernbahngleisen möglich. Bei den betreffenden Zügen handelte es sich um Leihfahrzeuge aus Düsseldorf und Nürnberg. Im Einsatz waren insgesamt vier Garnituren die (gemeinsam mit einem Doppelstockwagen-Zug) im Halbstundentakt zwischen Berlin Ostbahnhof und Berlin-Spandau pendelten (darüber hinaus teilweise auch bis Nauen). Die vier Garnituren bestanden aus jeweils fünf Mittelwagen (darunter teilweise auch deklassierte ABx-Wagen, da die Berliner S-Bahn keine erste Klasse kennt) und einem Steuerwagen. Auch die in Berlin eingesetzten x-Wagen-Züge wurden mit Lokomotiven der Baureihe 143 bespannt (darunter teilweise auch in Cottbus beheimatete Maschinen). Zusätzlich zu den 24 planmäßig benötigten Wagen hielten sich damals außerdem vier Ersatzwagen in Berlin auf (darunter zwei Steuerwagen).
Am 11. Juli 2009 wurden erneut zwei Garnituren x-Wagen der S-Bahn Rhein-Ruhr nach Berlin überführt und im Bahnhof Berlin-Lichtenberg betriebsbereit abgestellt. Ab dem 20. Juli 2009 bestanden massive Einschränkungen im Fahrplanangebot der S-Bahn Berlin aufgrund von Außerbetriebnahme vieler Züge der Baureihe 481 (S-Bahn-Krise Berlin). Für die zum Ausgleich eingerichteten S-Bahn-Ersatzverkehre kamen die x-Wagen auf der Relation Berlin Gesundbrunnen – Hennigsdorf (b Berlin) und teilweise auch auf der Relation Berlin Ostbahnhof – Potsdam Hauptbahnhof zum Einsatz.
Im Januar 2011 hatte sich die Fahrzeugsituation bei der S-Bahn Berlin erneut derart verschlechtert, dass der Einsatz von konventionellen Zügen unausweichlich wurde. Es wurden daher mehrere komplette x-Wagen-Wendezüge aus Düsseldorf überführt, die auf der Linie RB 13 Wustermark – Berlin-Spandau eingesetzt wurden und als S-Bahn-Ergänzungsverkehr mit Halt in Berlin Jungfernheide weiter nach Berlin Hbf (tief) verkehrten.

## Rhein-Ruhr-Projekt MELEZ

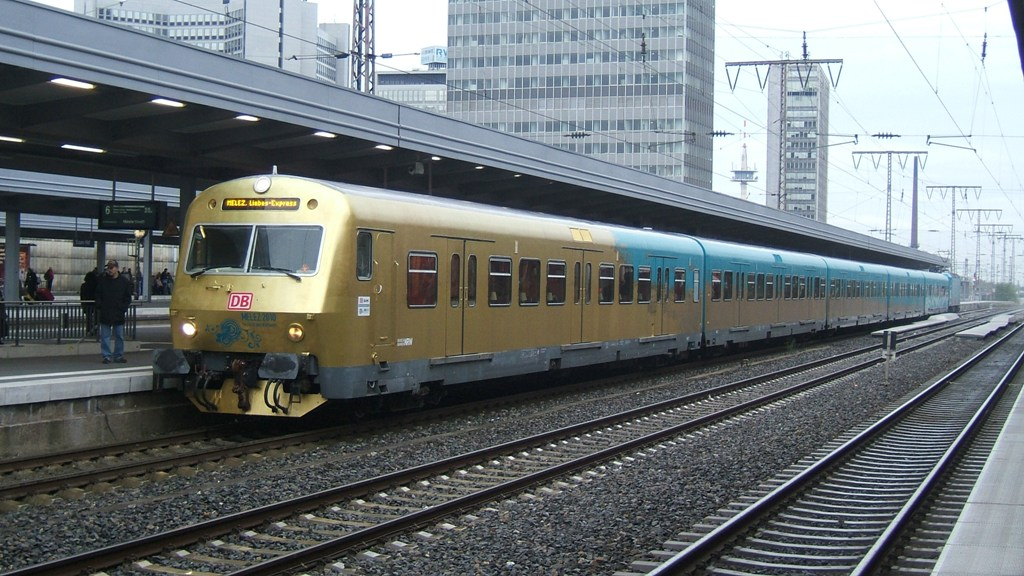
MELEZ.Liebes-Express in Essen Hauptbahnhof

Für das Festival der Kulturen (MELEZ), einen der Höhepunkte im Kulturhauptstadtjahr 2010, fuhren vom 3. Oktober bis zum 28. Oktober 2010 fünf x-Wagen zusammen mit der 143 247 des Bw Düsseldorf der S-Bahn Rhein-Ruhr in einem neuen Design. Dabei erreichten sie auf ihren Pendelfahrten zwischen Duisburg und Dortmund teilweise Strecken, auf denen heute kein planmäßiger Personenverkehr mehr angeboten wird. Um- und ausgebaut wurden die Wagen von Auszubildenden der Deutschen Bahn. Es war das erste Mal, dass das MELEZ-Festival, welches bereits zum fünften Mal im Ruhrgebiet stattfand, in einem Zug untergebracht wurde. Die Wagen wurden 2013 im Ausbesserungswerk Krefeld-Oppum verschrottet.